# Kanton Domont
Kanton Domont (fr. Canton de Domont) je francouzský kanton v departementu Val-d'Oise v regionu Île-de-France. Tvoří ho 11 obcí. Před reformou kantonů 2014 ho tvořily 4 obce.

## Obce kantonu
od roku 2015:
- Baillet-en-France
- Béthemont-la-Forêt
- Bouffémont
- Domont
- Chauvry
- Moisselles
- Montsoult
- Piscop
- Le Plessis-Bouchard
- Saint-Leu-la-Forêt
- Saint-Prix

před rokem 2015:
- Attainville
- Bouffémont
- Domont
- Moisselles